# Драган, Владимир Ефимович
Владимир Ефимович Драган (рум. Vladimir Dragan, род. 10 апреля 1979, Тирасполь) — молдавский футболист, защитник и полузащитник.

## Биография
Владимир Драган родился 10 апреля 1979 года в городе Тирасполь Молдавской ССР (сейчас в Приднестровье).
Играл в футбол на позициях защитника и полузащитника.
В сезоне-1998/99 выступал за тираспольский «Шериф-2», забив 3 мяча в дивизионе «А».
В сезоне-2000/01 дебютировал в высшем эшелоне чемпионата Молдавии, проведя 4 матча в составе команды «Хайдук-Спортинг-УСМ» из Кишинёва. В том же сезона выступал в дивизионе «А» за «Хэппи Энд» из Каменки.
В 2001 году перешёл в «Конструкторул-93» из Чобурчи (с 2002 года — «Тирасполь»), за который выступал в течение четырёх сезонов и провёл 75 матчей в чемпионате страны.
В 2005 году перебрался в бендерское «Динамо», за которое играл в течение шести сезонов — с перерывом в 2007 году, когда выступал в российской ЛФЛ за «Текс» из Ивантеевки. Провёл 127 матчей, забил 3 мяча.
Работал тренером академии тираспольского «Шерифа». В 2020 году работал тренером детской футбольной школы «Я-футбол» в Апрелевке.